# Максиміліан II (король Баварії)
Максиміліан II (нім. Maximilian II), (28 листопада 1811, Мюнхен — 10 березня 1864) — король Баварії (1848—64).

## Біографія
Максиміліан II був сином короля Людвіга I та його дружини Терези Саксен-Гільдбурггаузенської. Після закінчення у 1831 році курсу історичних і юридичних наук у Геттінгені й Берліні, здійснив кілька великих мандрівок у Німеччині, Італії та Греції. Вступив на престол у 1848 році після зречення батька. У 1863 р. Максиміліан для поправлення здоров'я поїхав до Італії, але через загострення відносин між Прусією і Данією повернувся на батьківщину, де він невдовзі помер. Пам'ятники Максиміліану спорудили у Мюнхені, Байрейті, Ліндау і Кіссингені.

## Шлюб та діти
В 1842 році одружився з Марією Федерікою, дочкою принца Вільгельма,сина прусського короля Фрідріха Вільгельма II.
Діти:
- Людвиг (1845—1886), король Баварії з 1864 року

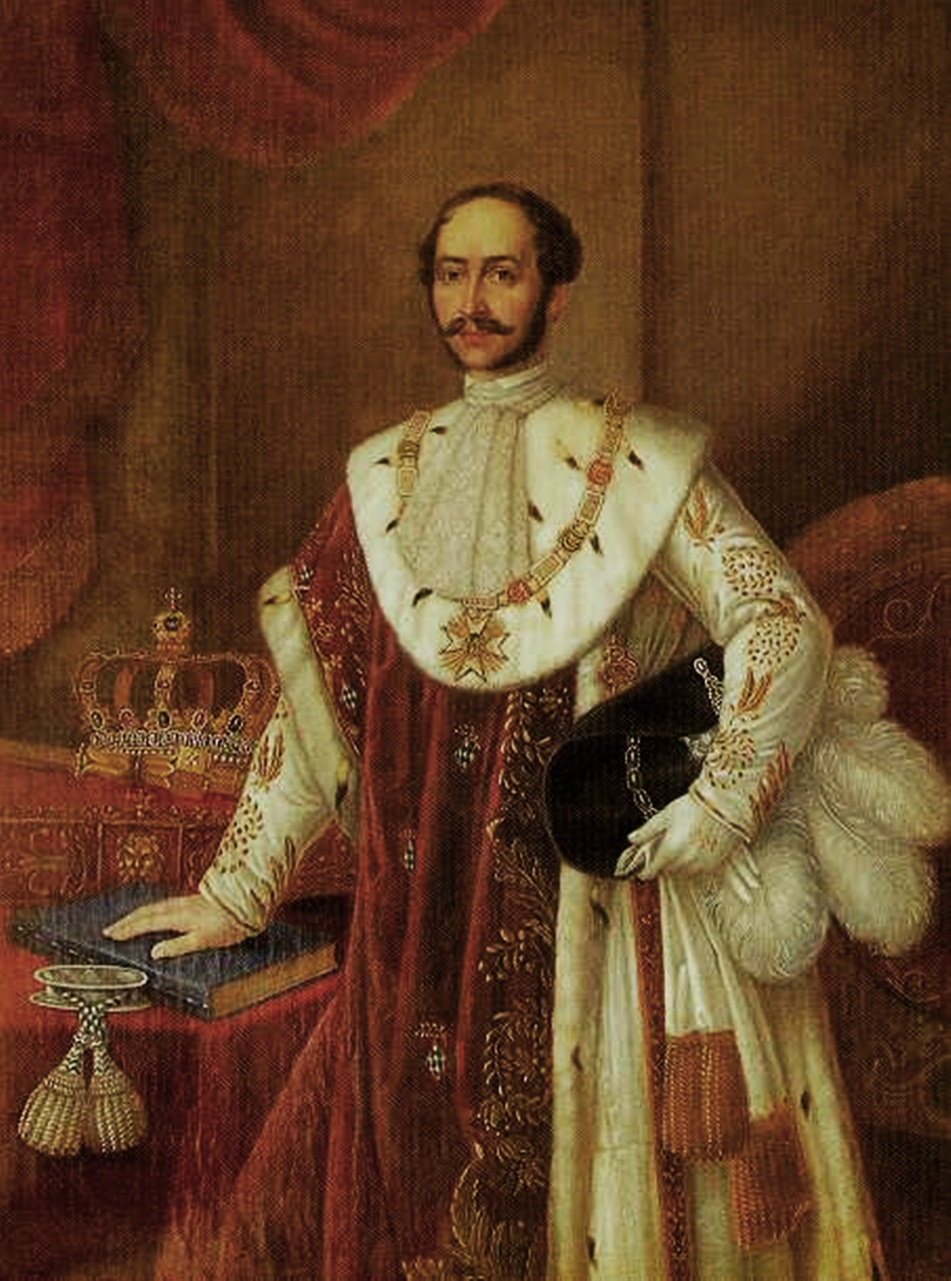

- Отто (1848—1916)

## Нагороди
- Орден Святого Губерта (Баварське королівство);
- Військовий орден Максиміліана Йозефа (Баварське королівство);
- Орден Громадянських заслуг Баварської корони (Баварське королівство);
- Орден Заслуг Святого Михайла (Баварське королівство);
- Орден Максиміліана «За досягнення в науці та мистецтві» (Баварське королівство);
- Орден Золотого руна (Австрійська імперія);
- Кавалер Великого хреста Королівського угорського ордена Святого Стефана (Угорщина);
- Лицар ордена Святого Йосипа (Велике герцогство Тосканське).